# 顧客収益性
顧客収益性（英: customer profitability, CP）は、指定された期間に顧客にサービスを提供することで会社が生み出す利益である。具体的には、指定された期間の顧客との関係から得られる収益と費用の差となる。フィリップ・コトラーによれば、「収益性の高い顧客とは、広告販売とサービス提供にかかる費用を十分超える収益源を生み出す個人、世帯、会社のことである。」
顧客の利益を計算することは、どの顧客との関係が他よりも優れているかを理解する上で重要なステップである。多くの場合、会社は採算が取れない顧客との関係があることに気付くだろう。これらの顧客がいなければ、会社はより収益性が高い可能性がある。一方、会社は最も収益性の高い顧客を特定し、これらの最も収益性の高い関係を継続するための措置を講じる立場にある。ただし、顧客を放棄することはデリケートな慣行であり、企業は常にそのような行動の対外的な影響を考慮する必要がある。 

## 目的
顧客収益性は、利益というビジネスコンセプトを顧客との関係に適用した結果にすぎないが、企業の顧客の収益性を測定することで、多くの場合、有用なビジネス洞察を得ることができる。
"顧客収益" 指標の目的は、個々の顧客の収益性を特定することである。企業は通常、成果を総合的に見ている。企業内でよくある言い回しは、「良い年でした。ビジネスユニットは40万ドルの利益を上げた。」といったものだ。より顧客を意識して、「顧客に2.50ドルの利益を上げた」などの平均値を用いることもある。これらは有用な指標だが、すべての顧客が同じであるとは限らず、さらに悪いことに、一部の顧客が不採算であるという重要な事実を見落とすことがある。簡単に言えば、「平均的な顧客」を測定するのではなく、各顧客が収益にどのような貢献しているかを知ることで多くのことを学ぶことができる 。 
多くの場合、会社の最高の顧客のごくわずかな割合が会社の利益の大部分を占める。これは顧客間の収益性のばらつきの当然の結果であるが、企業は、最良の顧客が誰であるか、そして彼らが企業の利益にどれだけ貢献しているかを正確に知ることから利益を得ることができる。
同時に、企業は、収益性が最悪の顧客は、実際に提供する収益よりもサービスを提供する費用の方が多くかかることに気付くことがある。これらの不採算の顧客は、実際には会社全体の収益性を損う。

## 計算方法
顧客収益性は、指定された期間中に顧客との関係から得られた収益と、顧客との関係に関連する費用の差である。そのため、「収益」と「費用」のそれぞれを特定する計算を行う。 
顧客収益性を測定する際の最大の課題は、顧客への費用をどう計算するかである。通常、各顧客からの収益は明確に追跡できるが、企業が各顧客にサービスを提供するためにかかった費用はまったく明確でないことがよくある。各顧客にかかった費用の計算に、活動基準原価計算を使える場合がある。顧客へのサービス提供に直接関係しない費用の構成要素について、顧客収益の合計が会社の営業利益と一致する場合、顧客利益の計算はこれらの費用を顧客に完全に割り当てるために何らかの方法を使用する必要がある。顧客費用でない費用を顧客に割り当てない場合は、顧客収益の合計は会社の営業利益よりも大きくなる。

## 注意事項
他の利益指標と同様に、顧客収益性は過去のデータで、前の期間に起こったことの財務的な要約である。そして、過去にあったことはしばしば未来にも起こりえるが、逆に、過去に不採算だった関係が将来に採算が取れるようになる（またはその逆）ことも起こりえる。顧客にサービスを提供することによって得られる価値の将来を見据えた尺度は、顧客生涯価値と呼ばれる。 不採算の顧客でも、顧客生涯価値が高くなる可能性がある（逆もまた同様）。

## その他の情報源
- Kaplan, R.S. and V.G. Narayanan (2001), “顧客の収益性の測定と管理” Journal of Cost Management (September/October): 5-15.
- Helgesen, Ø. (1999). "顧客会計と顧客収益性分析—いくつかの理論的側面といくつかの経験的証拠", SNF Working Paper, No. 67.